# (233961) 2010 AA3
2010 أي أي 3 (ويعرف أيضًا باسم (233961) 2010 أي أي 3 وفق تسمية الكوكب الصغير) (بالإنجليزية: 2010 AA3)‏ هو كويكب ضمن حزام الكويكبات؛ وترتيبه 233961 من حيث الاكتشاف.
اكتُشف هذا الجُرم الفلكي بواسطة  في 7 يناير 2010.

## وصلات خارجية
- (233961) 2010 AA3 في قاعدة بيانات مختبر الدفع النفاث لأجرام النظام الشمسي الصغيرة

- الاكتشاف · مخطط المدار ·  العناصر المدارية · المعلمات المادية

- (233961) 2010 AA3 على موقع ويكي سكاي: DSS2, SDSS, GALEX, IRAS, Hydrogen α, X-Ray, Astrophoto, Sky Map, Articles and images